# 김포 정씨
김포 정씨(金浦鄭氏)는 경기도 김포시를 본관으로 하는 한국의 성씨이다. 시조 정응문(鄭應文)은 고려 인종(仁宗)조에 활동한 문신 관료로, 관직이 병부낭중(兵部郎中)에 이르렀다.

## 인물
- 정극영(鄭克永, 1067년 ~ 1127년) : 초명은 정극공(鄭克恭), 자는 사고(師古). 1094년(선종 11) 문과에 장원으로 급제했으며, 관직이 판위위시사(判尉衛寺事)·한림학사(翰林學士)·지제고(知制誥)에 이르렀다. 정응문보다 시대가 앞서는 인물이며, 『고려사』에 본인의 열전이 있다.

- 정지(鄭芝, ? ~ 1264년) : 정응문의 증손. 초명은 정종서(鄭宗諝).[1] 1211년(희종 7) 국자시(國子試)에 장원으로 합격했으며, 이후 문과에도 급제했다. 관직이 정당문학(政堂文學)에 이르렀으며,  왕명으로 이규보(李奎報)의 뇌서(誄書)를 짓기도 했다. 시호는 장헌(章憲)이다.